# Manuel Bochons i Soler
Manuel Bochons i Soler, a vegades esmentat com Manuel Bachons (València, 1840 - Barcelona, 1 de gener de 1905).Paleta i sindicalista.
El gener de 1870 era Secretari d'una Societat de Paletes de Barcelona. Representant la Societat Cooperativa d'Oficials Paletes "La Fraternal" va assistir al primer Congrés Obrer d'abast estatal, celebrat a Barcelona el juny de 1870. Representant els Paletes de Barcelona va assistir al primer congrés del la Unió d'Obrers Constructors de la Federació´Regional Espanyola de l'AIT (Barcelona, 25 i 26 de març de 1871). El 8 d'octubre de 1872 va ser elegit Secretari interí (i posteriorment el 9 de desembre de 1872 Secretari general) de la Unió d'Obrers Constructors d'Edificis de la FRE de l'AIT, amb seu a Barcelona. També va assistir al tercer congrés de la FRE de l'AIT (Còrdova, del 25-12-1872 al 2-01-1873), representant les Societats Obreres de Palamós, Sant Feliu de Guíxols i Llagostera. Fou nomenat administrador de la Federació Local de Barcelona de la FRE de l'AIT (1873). Distanciat de la Federació, participà en la constitució del Centre Federatiu de Societats Obreres de Barcelona (1876), el qual organitzà uns congressos obrers a Barcelona l'agost de 1877, el gener de 1878 i un altre l'any 1882 (en el qual assistí Pablo Iglesias). Participà en la creació del Partit Democràtic Socialista Obrer a Catalunya (agost 1882). Fou tresorer de la Lliga Nacional de Resistència (gener de 1883). Quan es reorganitzà l'Ateneu Obrer de Barcelona (febrer 1891), el dirigí. Col·laborà en el periòdic "El Obrero" de Barcelona, òrgan de les Tres Classes de Vapor (1880), i a la "Revista Social", òrgan de la Unió Manufacturera.
Mor al barri de Gràcia, al carrer Torrent de l'Olla núm.5, baixos, per causa de tifus, a l'edat de 64 anys. Casat amb Enriqueta Miró.